# Ondernemingskamer
De Ondernemingskamer, ook aangeduid als ondernemingskamer van het Gerechtshof te Amsterdam, is een landelijk Nederlands rechterlijk orgaan dat onderdeel is van het gerechtshof Amsterdam. Het heeft de taak (juridische) geschillen in Nederlandse vennootschappen te beoordelen en hier bindende uitspraken over te doen. Dit kunnen geschillen zijn tussen het bestuur, de raad van commissarissen (RvC), de aandeelhouders (AVA), of de werknemers. Werknemers kunnen bij een eventueel geschil daarbij worden vertegenwoordigd door zowel de ondernemingsraad (OR) als door vakbonden.

## Bevoegdheden van de Ondernemingskamer
De bevoegdheden van de Ondernemingskamer (OK) zijn aanzienlijk. De Ondernemingskamer is bevoegd een besluit van ieder orgaan van de vennootschap te schorsen of nietig te verklaren. Buiten dat is zij ook bevoegd één of meerdere bestuurders of commissarissen te schorsen of zelfs te ontslaan uit hun functie. Indien dit van toepassing is kan de Ondernemingskamer tijdelijk één of meerdere bestuurders of commissarissen aanstellen ter vervanging. Daarnaast is de Ondernemingskamer bevoegd de statuten van de vennootschap tijdelijk te veranderen, tijdelijk aandelen over te dragen aan een beheerder, en indien nodig zelfs de vennootschap te ontbinden (2:356 BW).

## Jaarrekeningprocedure
Aanvankelijk is de OK in het leven geroepen om geschillen over een jaarrekening te beslechten. Dit wordt wel de jaarrekeningprocedure genoemd. Het gaat hier om gespecialiseerde kennis die doorgaans bij andere instanties binnen de rechterlijke macht niet of onvoldoende aanwezig is. Aldus kwam een voor Nederland geheel nieuw college tot stand, naar het schijnt uniek in de wereld. Er werden toen enkele procedures gevoerd, met name van de kant van Pieter Lakeman namens de Stichting Sobi. Mettertijd bleek echter het aantal zaken dermate gering, dat instandhouding van de Ondernemingskamer niet zinvol zou zijn. De bevoegdheden van de OK zijn sindsdien dan ook uitgebreid, waar het met name over de enquête gaat. 

## Nederlands enquêterecht
De OK heeft als primaire taak het uitvoeren van onderzoeken, geïnitieerd op basis van het Nederlandse enquêterecht. Het enquêterecht wordt uiteengezet in artikel 2:344 tot en met 2:359 in het burgerlijk wetboek 2 (BW2) en artikel 26 van de Wet op de Ondernemingsraden (WOR), dat deel uitmaakt van het adviesrecht van de ondernemingsraad bij wettelijk vastgestelde besluitsgebieden. Kort gezegd kunnen betrokkenen in en rondom de vennootschap de OK een onderzoek laten uitvoeren om te toetsen of de tegenpartij juridisch correct heeft gehandeld in de totstandkoming bij een conflictsituatie.

### Starten van enquêteprocedure
Aandeelhouders kunnen een verzoek doen tot het starten van een enquêteprocedure indien zij tezamen minstens 10% van het geplaatste kapitaal vertegenwoordigen, of rechthebbenden zijn van een absolute aandelen- of certificatenwaarde van minimaal € 225.000. Deze waarde kan lager zijn indien statutair bepaald. Ook kan statutair worden bepaald dat bepaalde anderen bevoegd zijn een verzoek tot enquête in te dienen.
Vakbonden kunnen bij een geschil in overleg met de aan de onderneming verbonden OR besluiten een enquêteprocedure te starten. De ondernemingsraad kan niet zelf het recht van enquête uitoefenen tenzij dit in de statuten van de onderneming zo is bepaald.

### Geschillen behandeld door Ondernemingskamer
De OR van Philips Lighting verzoekt de Ondernemingskamer in 2000 een enquêteprocedure in te stellen tegen het besluit van de bestuur van Philips om de productie van onderdelen van spaarlampen over te plaatsen van Nederland naar Polen. De OR verweet het bestuur onvoldoende inlichtingen te hebben verstrekt, waardoor de raad zijn adviesfunctie niet adequaat had kunnen uitvoeren.
De VEB en het Amerikaanse pensioenfonds Copera vroegen in 2004 een enquêteprocedure aan voor onderzoek naar wanbeleid van het bestuur van Ahold. Dit wanbeleid openbaarde zich in de vorm van een groot boekhoudschandaal binnen het concern.
De Vereniging van Effectenbezitters (VEB) claimde in 2007 dat de verkoop van de Amerikaanse dochteronderneming LaSalle door ABN AMRO de identiteit van de onderneming had veranderd, waardoor dit had moet worden voorgelegd aan de algemene vergadering van aandeelhouders (2:107a BW). De OK wees dit af, het bestuur van ABN Amro was tot deze verkoop bevoegd ook zonder de toestemming van de aandeelhouders.
Private-equity-investeerders Centaurus en Paulson verzochten de OK in 2007 een enquêteprocedure te starten naar het gevoerde beleid van het bestuur van Stork. Centaurus en Paulson dringen erop aan dat Stork in het belang van de onderneming dient te worden opgesplitst.
In 2020 besloot de OK dat de overheid 804 miljoen euro plus rente moet betalen aan beleggers in SNS REAAL. Die beleggers werden in 2013 onteigend toen de overheid SNS nationaliseerde. Dat meeste geld is bestemd voor de obligatiehouders.
In het jaar 2023 spelen verschillende zaken van het Openbaar Ministerie tegen Gerard Sanderink, de topman en aandeelhouder van Centric en bouwbedrijf Strukton. Daar deze bedrijven regelmatig voor de Overheid werkzaam zijn  is er extra oplettendheid en integriteit vereist. Sanderink wordt uiteindelijk op non-actief gesteld. In 2024 werd Centric verkocht. De Ondernemingskamer verleende daarvoor haar goedkeuring.